# 1655
1655 (MDCLV) je bilo navadno leto, ki se je po gregorijanskem koledarju začelo na petek, po 10 dni počasnejšem julijanskem koledarju pa na ponedeljek.

## Dogodki
- Angleži zavzamejo špansko Jamajko.

## Rojstva
- 1. januar - Christian Thomasius, nemški pravnik in filozof († 1728)
- 6. januar - Jakob Bernoulli I., švicarski matematik, fizik in astronom († 1705)

## Smrti
- 28. julij - Hector-Savinien Cyrano de Bergerac, francoski pisatelj, dramatik (* 1619)
- 28. julij - Suzuki Šosan, japonski zen budistični menih in samuraj (* 1579)
- 16. oktober - Josip Salomon Delmedigo, italijanski judovski rabi, znanstvenik in pisatelj (* 1591)
- 24. oktober - Pierre Gassendi, francoski filozof, fizik, matematik, astronom (* 1592)